# Guillaume Soland
Guillaume Anselme Philibert de Soland, né le 21 juillet 1747 à Ameyzieu (Bas-Bugey), mort le 15 novembre 1794 à l’abbaye de Brauweiler près de Cologne (Allemagne), est un général de brigade de la Révolution française.

## États de service
Il entre en service le 15 mars 1762, comme dragon dans les volontaires du Dauphiné, et il est incorporé en 1763, dans la légion de Flandre. Il devient brigadier en avril 1771, maréchal des logis en septembre 1773, et en septembre 1777, il entre dans la marine.
Le 2 juin 1782, il est commissaire de la marine à Ingrandes, et le 4 mai 1783, il prend les fonctions de commissaire en chef du département de la marine pour les classes à Angers. Commandant des gardes nationales à Angers en 1789, il réprime une sédition le 6 septembre 1790, où il est blessé d’un coup de feu. Commandant de la force armée de la Mayenne, il est nommé lieutenant-colonel au 6e régiment de cavalerie le 1er novembre 1792, à l’armée du Nord.
Il est promu général de brigade provisoire par les représentants du peuple Carnot et Duquesnoy le 13 octobre 1793, et il est confirmé dans son grade le 14 janvier 1794.
Affecté comme commandant de la cavalerie de l’armée de Sambre-et-Meuse le 2 juillet 1794, il meurt le 15 novembre 1794, à l’abbaye de Brauweiler près de Cologne, en raison d’une blessure reçue à la suite d’une chute de cheval.

## Sources
- (en) « Generals Who Served in the French Army during the Period 1789 - 1814: Eberle to Exelmans »
- Étienne Charavay, Correspondance générale de Carnot, tome 3, imprimerie Nationale, 1897, p. 294.
- (pl) « Napoléon.org.pl »
- Boutiller de Saint-André, Mémoire d’un père à ses enfants, une famille vendéenne, Paris, imprimerie Plon, 1896, p. 68.